# Виконавець обітниці
«Виконавець обітниці» (порт. O Pagador de Promessas) — бразильська кінодрама 1962 року поставлений режисером Анселму Дуарте за п'єсою драматурга Діаша Гоміша.
«Виконавець обітниці» — перший бразильський фільм, що здобув «Золоту пальмову гілку» на Каннському кінофестивалі 1962 року, та перший, що номінувався на «Оскар» у категорії «найкращий фільм іноземною мовою».

## Сюжет
Бразилія, штат Баїя. Зе ду Бурру (burro, порт. — осел) — бідняк, чиє єдине багатство — старий осел Ніколау. Якось осел тяжко захворює. Зе ду Бурру на кандомбле дає обіцянку Святій Варварі, що в разі одужання Ніколау, він донесе важкий дерев'яний хрест до церкви в столиці штату — Салвадорі. Ослик видужує і Зе ду Бурру починає свій шлях. Досягнувши мети, він стикається з перешкодою: настоятель церкви, дізнавшись про причини його походу, відмовляється впустити його до церкви разом з хрестом…

## В ролях
| Леонарду Віллар  | ···· | Зе ду Бурру |
| Глорія Менезес   | ···· | Роза        |
| Діонісіу Азеведу | ···· | падре Олаву |
| Норма Бенгелл    | ···· | Марлі       |
| Жералду дел Рей  | ···· | красень     |
| Роберту Феррейра | ···· | Деде        |
| Отон Бастос      | ···· | журналіст   |
| Марія Консейсан  | ···· | тітка       |
| Жоан Десорді     | ···· | детектив    |
| Антоніу Пітанга  | ···· | Кока        |
| Мілтон Гаушо     | ···· | охоронець   |

## Визнання
| Нагороди та номінації фільму «Виконавець обітниці» | Нагороди та номінації фільму «Виконавець обітниці» | Нагороди та номінації фільму «Виконавець обітниці» | Нагороди та номінації фільму «Виконавець обітниці» | Нагороди та номінації фільму «Виконавець обітниці» | Нагороди та номінації фільму «Виконавець обітниці» |
| Рік                                                | Кінофестиваль/кінопремія                           | Категорія/нагорода                                 | Номінант                                           | Результат                                          |                                                    |
| -------------------------------------------------- | -------------------------------------------------- | -------------------------------------------------- | -------------------------------------------------- | -------------------------------------------------- | -------------------------------------------------- |
| 1962                                               | 15-й Каннський міжнародний кінофестиваль           | Золота пальмова гілка                              | Виконавець обітниці                                | Перемога                                           |                                                    |
| 1962                                               | Картахенський кінофестиваль                        | Спеціальний приз журі                              | Виконавець обітниці                                | Перемога                                           |                                                    |
| 1962                                               | Міжнародний кінофестиваль у Сан-Франциско          | Найкращий фільм                                    | Виконавець обітниці                                | Перемога                                           |                                                    |
| 1962                                               | Міжнародний кінофестиваль у Сан-Франциско          | Найкраща музика до фільму                          | Габріел Мільорі                                    | Перемога                                           |                                                    |
| 1963                                               | Премія «Оскар»                                     | Найкращий фільм іноземною мовою                    | Виконавець обітниці                                | Номінація                                          |                                                    |

## Цікаві факти
- У 1988 році телекомпанія Globo зняла телеверсію п'єси Діаша Гоміша. Роль Зе ду Бурру виконав Жозе Майєр[7].
- 17 грудня 1962 року фільм був з успіхом прийнятий під час демонстрації в Білому домі президентом Джоном Кеннеді та присутніми журналістами[3].